# Eiskunstlauf-Europameisterschaften 1976
Die 68. Eiskunstlauf-Europameisterschaften fanden vom 13. bis 18. Januar 1976 in Genf statt.

## Ergebnisse

### Herren
| Platz | Sportler               | Land                   |
| ----- | ---------------------- | ---------------------- |
| 1     | John Curry             | Vereinigtes Königreich |
| 2     | Wladimir Kowaljow      | Sowjetunion            |
| 3     | Jan Hoffmann           | DDR                    |
| 4     | Juri Owtschinnikow     | Sowjetunion            |
| 5     | Sergei Wolkow          | Sowjetunion            |
| 6     | Robin Cousins          | Vereinigtes Königreich |
| 7     | Zdeněk Pazdírek        | Tschechoslowakei       |
| 8     | László Vajda           | Ungarn                 |
| 9     | Pekka Leskinen         | Finnland               |
| 10    | Ronald Koppelent       | Österreich             |
| 11    | Mario Liebers          | DDR                    |
| 12    | Miroslav Šoška         | Tschechoslowakei       |
| 13    | Jean-Christophe Simond | Frankreich             |
| 14    | Glyn Jones             | Vereinigtes Königreich |
| 15    | Grzegorz Głowania      | Polen                  |
| 16    | Gilles Beyer           | Frankreich             |
| 17    | Gerd-Walter Gräbner    | BR Deutschland         |
| 18    | Gerhard Hubmann        | Österreich             |
| 19    | Rolando Bragaglia      | Italien                |
| 20    | Paul Cechmanek         | Luxemburg              |
| 21    | Martin Sochor          | Schweiz                |
| 22    | Matjaž Krušec          | Jugoslawien            |
| 23    | Flemming Søderquist    | Dänemark               |

### Damen
| Platz | Sportlerin                | Land                   |
| ----- | ------------------------- | ---------------------- |
| 1     | Dianne de Leeuw           | Niederlande            |
| 2     | Anett Pötzsch             | DDR                    |
| 3     | Christine Errath          | DDR                    |
| 4     | Isabel de Navarre         | BR Deutschland         |
| 5     | Susanna Driano            | Italien                |
| 6     | Dagmar Lurz               | BR Deutschland         |
| 7     | Danielle Rieder           | Schweiz                |
| 8     | Jelena Wodoresowa         | Sowjetunion            |
| 9     | Gerti Schanderl           | BR Deutschland         |
| 10    | Karena Richardson         | Vereinigtes Königreich |
| 11    | Grażyna Dudek             | Polen                  |
| 12    | Hana Knapová              | Tschechoslowakei       |
| 13    | Claudia Kristofics-Binder | Österreich             |
| 14    | Lotta Crispin             | Schweden               |
| 15    | Evi Köpfli                | Schweiz                |
| 16    | Marie-Claude Bierre       | Frankreich             |
| 17    | Niina Kyottinen           | Finnland               |
| 18    | Anne-Marie Verlaan        | Niederlande            |
| 19    | Katja Seretti             | Italien                |
| 20    | Sophie Verlaan            | Niederlande            |
| 21    | Maja Zupančič             | Jugoslawien            |
| 22    | Bente Larsen              | Norwegen               |
| WD    | Marion Weber              | DDR                    |

### Paare
| Platz | Sportler                               | Land                   |
| ----- | -------------------------------------- | ---------------------- |
| 1     | Irina Rodnina / Alexander Saizew       | Sowjetunion            |
| 2     | Romy Kermer / Rolf Oesterreich         | DDR                    |
| 3     | Irina Worobjowa / Alexander Wlassow    | Sowjetunion            |
| 4     | Manuela Groß / Uwe Kagelmann           | DDR                    |
| 5     | Karin Künzle / Christian Künzle        | Schweiz                |
| 6     | Kerstin Stolfig / Veit Kempe           | DDR                    |
| 7     | Marina Leonidowa / Wladimir Bogoljubow | Sowjetunion            |
| 8     | Corinna Halke / Eberhard Rausch        | BR Deutschland         |
| 9     | Ursula Nemec / Michael Nemec           | Österreich             |
| 10    | Gabriele Beck / Jochen Stahl           | BR Deutschland         |
| 11    | Erika Taylforth / Colin Taylforth      | Vereinigtes Königreich |
| 12    | Ingrid Spieglová / Alan Spiegl         | Tschechoslowakei       |
| 13    | Gabriele Arco / Nikolaus Stephan       | Österreich             |

### Eistanz
| Platz | Sportler                                 | Land                   |
| ----- | ---------------------------------------- | ---------------------- |
| 1     | Ljudmila Pachomowa / Alexander Gorschkow | Sowjetunion            |
| 2     | Irina Moissejewa / Andrei Minenkow       | Sowjetunion            |
| 3     | Natalja Linitschuk / Gennadi Karponossow | Sowjetunion            |
| 4     | Krisztina Regőczy / András Sallay        | Ungarn                 |
| 5     | Hilary Green / Glyn Watts                | Vereinigtes Königreich |
| 6     | Matilde Ciccia / Lamberto Ceserani       | Italien                |
| 7     | Teresa Weyna / Piotr Bojańczyk           | Polen                  |
| 8     | Janet Thompson / Warren Maxwell          | Vereinigtes Königreich |
| 9     | Eva Peštová / Jiří Pokorný               | Tschechoslowakei       |
| 10    | Kay Barsdell / Kenneth Foster            | Vereinigtes Königreich |
| 11    | Susi Handschmann / Peter Handschmann     | Schweiz                |
| 12    | Stefania Bertele / Walter Cecconi        | Italien                |
| 13    | Marie-Joelle Michel / Frederic Gardin    | Frankreich             |
| 14    | Isabella Rizzi / Luigi Freroni           | Italien                |
| 15    | Ewa Kołodziej / Tadeusz Góra             | Polen                  |
| 16    | Christina Henke / Udo Dönsdorf           | BR Deutschland         |
| 17    | Gerda Bühler / Maxime Erlanger           | Schweiz                |